# Georg Tressler
Georg Tressler (Vienna, 25 gennaio 1917 – Belgern, 6 gennaio 2007) è stato un regista e sceneggiatore austriaco.

## Biografia
Figlio dell'attore e regista Otto, negli anni trenta fu attore e assistente alla regia volontario in film diretti da Arthur Maria Rabenalt e Géza von Bolváry.
Dopo la guerra diresse alcuni cortometraggi e documentari prima del lungometraggio d'esordio Pecore nere, scritto insieme a Will Tremper, che ebbe un ottimo successo di pubblico e di critica e che insieme ai successivi Endstation Liebe e S.O.S. York! lanciò nel firmamento la stella di Horst Buchholz.  Ammiratore di Vittorio De Sica e Roberto Rossellini, nel suo cinema perseguì la ricerca del naturalismo, predilisse tematiche attuali e controverse alle produzioni storico-romantiche che andavano per la maggiore, e rifiutò i set dei teatri di posa a favore di ambienti reali.  Con l'arrivo del "nuovo cinema tedesco" l'industria cinematografica tedesca lo mise in disparte e lo portò a lavorare maggiormente per la televisione.

## Filmografia parziale
- Pecore nere (Die Halbstarken) (1956)
- Noch minderjährig (1957)
- Endstation Liebe (1958)
- Kinder der Berge (1958)
- S.O.S. York! (Das Totenschiff) (1959)
- Le confessioni di una sedicenne (Geständnis einer Sechzehnjährigen) (1961)
- Disneyland, episodio The Magnificent Rebel  (1961) - serie TV
- Die lustigen Weiber von Windsor (1965)
- Der Weibsteufel (1966)
- Die Journalistin, (1971) - serie TV
- Venus foemina herotica (Ach jodel mir noch einen - Stosstrupp Venus bläst zum Angriff) (1974)
- Notti peccaminose di una minorenne (Die Kleine mit dem süßen Po) (1975)
- Posseduta (Sukkubus - den Teufel im Leib) (1989)
- L'amore che non sai (Schloß Hohenstein - Irrwege zum Glück) (1992) - serie TV